# Dipoena sertata
Dipoena sertata är en spindelart som först beskrevs av Simon 1895.  Dipoena sertata ingår i släktet Dipoena och familjen klotspindlar.
Artens utbredningsområde är Sri Lanka. Inga underarter finns listade i Catalogue of Life.